# Аризема Фаржа
Аризе́ма Фаржа (лат. Arisaéma fargesii) — многолетнее травянистое клубневое растение, вид рода Аризема (Arisaema) семейства Ароидные (Araceae).
Вид назван в честь французского ботаника Поля Фаржа (фр. Paul Guillaume Farges, 1844-1912).

## Ботаническое описание
Клубнелуковичные многолетние травянистые двудомные растения.
Клубень полушаровидный, 3—5 см в диаметре, с несколькими клубеньками.

### Листья
Катафиллов три, коричневого цвета, внутренний около 15 см длиной.
Лист один. Черешок 20—40 см длиной, 6—7 см в диаметре у основания, примерно на ¼ вложенный во влагалища, формирующие ложный стебель. Листовая пластинка состоит из трёх листочков; листочки сидячие, чешуйчатые; центральный листочек ромбический или от овально-продолговатого до овального, 12—32 см длиной, 9—27 см шириной, коротко-клиновидный или сросшийся с боковыми листочками в основании, острый на вершине; боковые листочки косоовальные, внешняя сторона полуовальная, 9—23 см длиной, 6—16 см шириной.

### Соцветия и цветки
Цветоножка появляется из ложного стебля, тонкая и короче черешка, 18—26 см длиной. Покрывало фиолетовое с беловатыми продольными полосками; трубка полуцилиндрическая, 4—8 см длиной и 1,5—2 см шириной, с загнутыми ухообразными краями у горловины; пластинка загнутая или полувертикальная, узкотреугольная, 6—12 см длиной, 4—4,5 см шириной, вершина длиннозаострённая, с хвостовидным образованием 1—4 см длиной.
Початок двудомный. Женская зона около 2 см длиной; завязь обратнояйцевидная; рыльце полусидячее, покрытое папиллярами; мужская зона цилиндрическая, 2,5—3 см длиной, 4—5 мм в диаметре; синандрий состоит из двух — четырёх тычинок; теки яйцевидные, вскрываются верхушечной порой. Придаток крепкий, полувертикальный или немного загнутый, узкоконический, длиннозаострённый на вершине, 4,5—9 см длиной, около 7—15 мм в диаметре, на короткой ножке, тупой, около 5 мм в диаметре на вершине.
Цветёт в мае — июне.

## Распространение
Встречается в Центральном Китае (юг Ганьсу, запад провинции Хубэй, северо-восток провинции Сычуань.
Растёт в лесах, на скалах, на высоте от 900 до 2000 м над уровнем моря.